# اکراهرپور
اکراهرپور (به لاتین: Akrahreppur) یک منطقهٔ مسکونی و کمون پیشین در ایسلند است که در  Norðvesturkjördæmi  واقع شده‌است.

## خصوصیات
اکراهرپور ۱٬۳۶۴ کیلومترمربع مساحت و ۲۰۵ نفر جمعیت دارد.